# Seinäjoki järnvägsstation
Seinäjoki järnvägsstation (Sk) är en järnvägsstation i staden Seinäjoki i det finländska landskapet Södra Österbotten. 
Järnvägsstationen ligger i stadens centrum. Den nuvarande stationsbyggnaden byggdes på 1970-talet. Järnvägsstationen är en järnvägsknut för Österbottenbanan, Vasabanan, Suupohjabanan (Sydbottenbanan), Haapamäki-Seinäjoki-banan och Tammerfors-Seinäjoki-banan. Stationen öppnades för tågtrafik år 1883 och hette i början "Östermyra station" enligt Östermyra gård och Östermyra brukssamhälle i Seinäjoki.

## Externa länkar

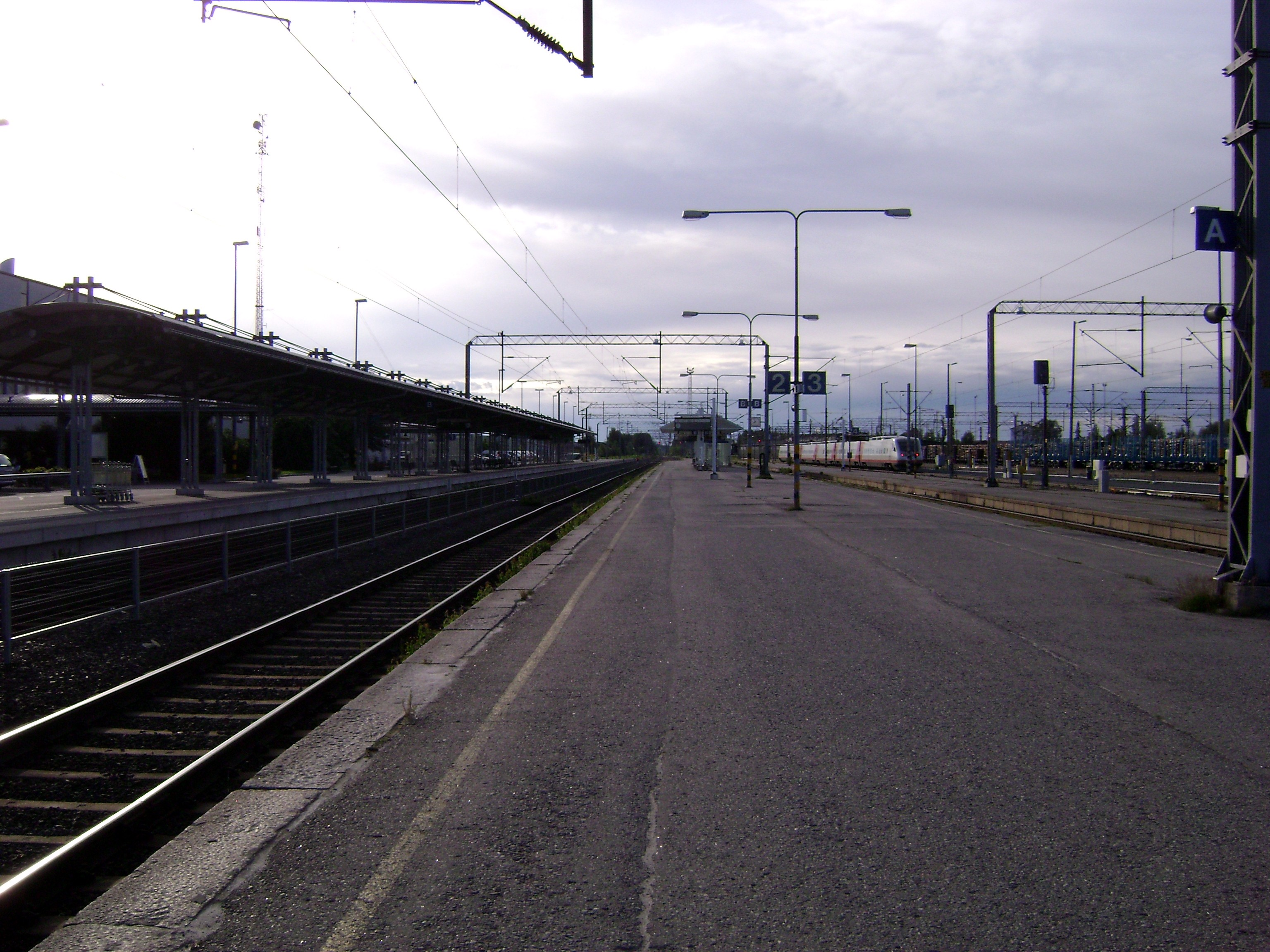